# Franco Caimi
Franco Caimi (Luján de Cuyo, Mendoza, Argentina; 19 de marzo de 1988) es un motociclista argentino, especialista en enduro y rally raid, miembro actualmente del equipo oficial Hero MotoSports. Es uno de los argentinos más destacados en raid. Campeón del abierto argentino de enduro (2006), y del abierto chileno (2012).

## Biografía
Franco Caimi nació en Luján de Cuyo, provincia de Mendoza. En 2006, a los 18 años, ganó el campeonato argentino de enduro. En 2012 ganó el campeonato chileno de enduro.
En 2014 se consagró campeón latinoamericano de Enduro en la categoría E2. En 2016 fue subcampeón en el Campeonato Argentino de Rally Cross Country, cuarto en el Desafío Ruta 40 y primero en el Dakar Challenge. Al año siguiente debutó en el Rally Dakar 2017 finalizando 8.º en la general. Ese mismo año fue tercero en Merzouga Dakar Series de Marruecos; noveno en el Rally de Atacama, Chile.

## Resultados

### Rally Dakar
| Año     | Categoría | Vehículo | Posición | Etapas |
| ------- | --------- | -------- | -------- | ------ |
| 2017    | Motos     | Honda    | 8.º      | -      |
| 2018    | Motos     | Yamaha   | Ret.     | -      |
| 2019    | Motos     | Yamaha   | Ret.     | -      |
| 2020    | Motos     | Yamaha   | 8.º      | -      |
| 2021    | Motos     | Yamaha   | Ret.     | -      |
| 2023    | Motos     | Hero     | 10.º     | -      |
| Fuente: |           |          |          |        |

### RallyGP: Campeonato Mundial de Rally Raid (FIM)
| Año  | Clase | Vehículo | Posición | Puntaje | Victorias |
| ---- | ----- | -------- | -------- | ------- | --------- |
| 2022 | Motos | Yamaha   | 14.º     | 20      | -         |
| 2023 | Motos | Hero     | 13.º     | 11      | -         |